# 広瀬章人
広瀬 章人（ひろせ あきひと、1987年1月18日 - ） は、将棋棋士。勝浦修九段門下。棋士番号は255。北海道札幌市出身。

## 棋歴

### 修行時代
東京都で生まれ、埼玉県さいたま市で育つ。アマチュア強豪であった父と兄の影響から4歳ごろから将棋に興味を持つ。小学3年から6年の4年間は、父の転勤により札幌市南区に在住し、将棋クラブに通い力をつける。小学生将棋名人戦では東日本大会に札幌市立澄川小学校4年生から連続して出場し、4年時は1勝を挙げるも同じ北海道代表で後に奨励会員となる相手に敗れる。5年時は、初戦で東日本3位となり後に高校将棋選手権優勝などの活躍をする相手に敗れた。6年時は東日本大会ベスト12に進出したが戸辺誠に敗れた。小学6年時に、奨励会入りし、当初は飛行機に乗って将棋会館まで通ったという。中学入学とともにさいたま市に戻り、高校1年で三段リーグ入り。高校の卒業式の翌日の2004年度後期の三段リーグ最終日に15勝3敗の成績で1位となり、2005年4月に早稲田大学教育学部入学と同時にプロ入り。

### 新人時代
広瀬章人には1998年に奨励会に入会したライバルたちがいる。糸谷哲郎、佐藤天彦、高崎一生、戸辺誠である。みな、1987年前後に生まれている。奨励会時代には「平成のチャイルドブランド」と呼び名をつけられたこともある。広瀬は順位戦初参加から2期目の第65期・2006年度のC級2組リーグで片上大輔に次ぐ2位の成績を収め、彼らの中では最も早く昇級に伴い五段に昇段した。翌年度（第66期・2007年度）のC級1組リーグでもトップを走る快進撃を見せたが、最後の2局で連敗してしまい、2期連続での昇級を逃した。その翌年度（第67期・2008年度）も、自力昇級が見込める状態（2番手）で迎えた最終局で、休場明けの宮田敦史に敗れ、もう一人の昇級候補者であった窪田義行が勝ったことにより、再び昇級を逃した。しかしながら、翌々年度（第69期・2010年度）に、9勝1敗・1位の成績を収め、最初の昇級から4年でB級2組への昇級を遂げた。
第58回（2008年度）NHK杯戦で、元タイトルホルダーの2名（高橋道雄、丸山忠久）と阿久津主税に勝ち、ベスト8進出。
第35期（2009年度）棋王戦で本戦出場。
第40期（2009年度）新人王戦の決勝三番勝負で、早稲田大学の後輩・中村太地を2勝0敗で破り、棋戦初優勝（2009年10月13日）。第22期（2009年度）竜王戦では、6組5位決定戦（1組在籍の中原誠十六世名人引退に伴う欠員補充、2009年10月30日）で大野八一雄に勝ち、5組昇級（竜王戦初昇級）。

### 王位獲得
第51期（2010年度）王位戦では、予選から勝ち進みリーグ入り。リーグ戦（紅組）では最終局で渡辺明竜王との3勝1敗同士での決戦で勝利。さらに挑戦者決定戦では、白組優勝の羽生善治名人を破り、タイトル初挑戦（六段昇段）。深浦康市王位との七番勝負においては得意戦法の四間飛車穴熊を多用し、4勝2敗2千日手で奪取に成功（2010年9月2日）。23歳にして初タイトル・王位を獲得した（七段昇段）。大学生のタイトル獲得は史上初であった（当時6年生）。王位戦の第6局（最終局）は、第38回将棋大賞の名局賞に選ばれ、また、敢闘賞も受賞した。
| 対局日                  | 第51期王位戦             | 勝敗   | 対戦相手 (称号・段位は当時) | 手番 (広瀬) | 広瀬の戦法           | 相手の戦法                | 備考                                                                       |
| ----------------------- | ------------------------ | ------ | --------------------------- | ----------- | -------------------- | ------------------------- | -------------------------------------------------------------------------- |
| 2009年08月19日          | 予選2回戦                | ○      | 佐藤和俊 五段               | ▲先手       |                      |                           | 広瀬は2回戦から登場。                                                      |
| 2009年11月16日          | 予選3回戦                | ○      | 郷田真隆 九段               | △後手       |                      |                           | タイトル歴3期の郷田に勝つ。                                                |
| 2009年12月21日          | 予選4回戦                | ○      | 横山泰明 五段               | △後手       |                      |                           |                                                                            |
| 2010年01月07日          | 予選決勝                 | ○      | 長岡裕也 四段               | ▲先手       | 横歩取り8五飛        | 横歩取り8五飛             |                                                                            |
| 2010年02月05日          | 紅組リーグ1回戦          | ○      | 大石直嗣 四段               | △後手       | 中飛車穴熊           | 居飛車穴熊                |                                                                            |
| 2010年03月03日          | 紅組リーグ2回戦          | ○      | 松尾歩 七段                 | ▲先手       |                      |                           | 竜王戦1組在籍の松尾に勝つ。                                                |
| 2010年04月09日          | 紅組リーグ3回戦          | ○      | 木村一基 八段               | ▲先手       |                      |                           | A級八段の木村に勝つ。                                                      |
| 2010年05月06日          | 紅組リーグ4回戦          | ●      | 佐藤康光 九段               | △後手       |                      |                           | タイトル歴12期の佐藤（康）に敗れる。                                       |
| 2010年05月28日          | 紅組リーグ5回戦          | ○      | 渡辺明 竜王                 | ▲先手       | 中飛車穴熊           | 居飛車穴熊                | 3勝1敗同士の直接対決で勝利し、挑決進出。                                   |
| 2010年06月11日          | 挑戦者決定戦             | ○      | 羽生善治 名人               | ▲先手       | 四間飛車穴熊         | 居飛車穴熊                | 白組優勝の羽生に勝ち、挑戦権獲得。六段昇段。                               |
| 2010年07月13日 14日     | 七番勝負第1局            | ○      | 深浦康市 王位               | ▲先手       | 四間飛車穴熊         | 居飛車穴熊                | 公式戦10連勝（5月21日 - 7月14日）。 七番勝負 1勝0敗                        |
| 2010年07月27日 28日     | 七番勝負第2局            | ●      | 深浦康市 王位               | △後手       | 四間飛車穴熊         | 居飛車（8筋交換型）       | 七番勝負 1勝1敗                                                            |
| 2010年08月03日 04日     | 七番勝負第3局            | ○      | 深浦康市 王位               | ▲先手       | 居飛車（左美濃）     | 4手目3三角 向かい飛車穴熊 | 七番勝負 2勝1敗                                                            |
| 2010年08月10日 11日     | 七番勝負第4局            | ●      | 深浦康市 王位               | △後手       | 四間飛車穴熊         | 居飛車穴熊                | 七番勝負 2勝2敗                                                            |
| 2010年08月24日 25日     | 七番勝負第5局            | 千日手 | 深浦康市 王位               | ▲先手       | 四間飛車穴熊         | 居飛車穴熊模様            |                                                                            |
| 2010年08月25日          | 七番勝負第5局 指し直し局 | ○      | 深浦康市 王位               | △後手       | 四間飛車（美濃囲い） | 居飛車（串カツ囲い）      | 七番勝負 3勝2敗                                                            |
| 2010年09月01日 09月02日 | 七番勝負第6局            | 千日手 | 深浦康市 王位               | △後手       | 四間飛車穴熊         | 居飛車穴熊                |                                                                            |
| 2010年09月02日          | 七番勝負第6局 指し直し局 | ○      | 深浦康市 王位               | ▲先手       | 四間飛車穴熊         | 居飛車（左銀冠）          | - 王位奪取(七番勝負 4勝2敗)。七段昇段。 - 第38回将棋大賞「名局賞」対象局。 |

また第36期棋王戦でも、挑戦者決定二番勝負まで無敗で進出し、広瀬に一度敗れた後に敗者組から勝ち上がってきた渡辺明と戦う。結果は広瀬の2連敗で、挑戦権を逸する。戦法は、広瀬が3局中2局で四間飛車穴熊、渡辺は3局とも居飛車穴熊であった。
第23期（2010年度）竜王戦5組昇級者決定戦（3位決定戦）で勝ち、さらに、第24期（2011年度）竜王戦4組では準優勝（優勝は佐藤秀司）し、3期連続昇級で3組へ昇級。
第52期（2011年度）王位戦は、羽生善治二冠（王座・棋聖）の挑戦を受ける。第1局・第2局と勝つも、第3局・第4局と落とし第5局に勝ち、初防衛に王手をかける。第6局目を落とし、第7局目（9月12日9月13日、第6局と同じ神奈川県秦野市の陣屋）を迎えることとなったが、敗れて失冠した。2011年度の第5回朝日杯将棋オープン戦は、決勝で羽生二冠に敗れ、準優勝となる。

### A級昇級、王位挑戦
第70期順位戦において9勝0敗となり、最終局を残してB級1組への昇級を決める（最終成績は10勝0敗で1位）。そして2014年2月13日、第72期順位戦B級1組12回戦（自身11戦目）で丸山忠久を破り、9勝2敗として2位以内が確定しA級昇級を決める。これにより、同日付けで八段に昇段した。初めてA級に加わった第73期順位戦A級では、行方尚史、渡辺明、久保利明とともに6勝3敗で並び、プレーオフに進出したが、久保に敗れ、名人への挑戦権を得られなかった。第56期（2015年度）王位戦では、羽生善治王位への挑戦権を得たが、1勝4敗で敗れた。
2016年度の第24期銀河戦では、藤井猛に敗れて準優勝。第30期(2017年度)竜王戦昇級者決定戦(3位決定戦)では橋本崇載に勝利し、初の1組昇級を決めた。第11回朝日杯将棋オープン戦では、決勝で中学生棋士の藤井聡太に敗れ、再度の準優勝となった。なお、この朝日杯決勝戦は、第45回将棋大賞の名局賞特別賞に選ばれた。第76期(2017年度)順位戦A級では、最終戦で豊島将之を破り、自身も含めた6人によるプレーオフに持ち込むも、プレーオフで豊島に敗れ、挑戦権を得られなかった。

### 竜王獲得
2018年度の第31期竜王戦1組ランキング戦では史上初の在籍1期目での1組優勝を果たす。決勝トーナメントで久保利明と深浦康市を破り、羽生善治竜王への挑戦権を獲得した。七番勝負では羽生を相手に4勝3敗フルセットの末、初の竜王を獲得した。竜王戦で1組優勝者が竜王を奪取したのは初めてである。そして羽生からタイトルを奪取した事により羽生は27年振りの無冠になった。第44期棋王戦では、挑戦者決定二番勝負まで無敗で進出、広瀬に一度敗れた後に敗者復活から勝ち上がってきた佐藤天彦に勝利し、渡辺明棋王への挑戦権を獲得。渡辺との五番勝負は1勝3敗に終わった。
初防衛を賭けて豊島将之を挑戦者に迎えた2019年度の第32期竜王戦では、後手番となった第1・3・5局でいずれも中盤以降優位に立つ場面があったが終盤に逆転を喫し、トータル1勝4敗のスコアで竜王位を失冠、豊島に史上4人目となる「竜王・名人」の戴冠を許すこととなった。

### タイトル戦での戦い
また、竜王の防衛戦と並行して行われていた第69期大阪王将杯王将戦挑戦者決定リーグでは、第5局までを終えて4勝1敗とし、挑戦者争いの最有力候補となるが、初のリーグ入りながら同じく第5局までを4勝1敗とし、自身初かつ史上最年少17歳5ヶ月でのタイトル戦登場を狙う藤井聡太と最終第6局で直接対決となった。勝者が挑戦権を獲得する事実上の挑戦者決定戦となった大一番は後手番の広瀬がリードを奪うものの、藤井の食らい付きに一時は逆転を許し敗勢となったが、最終盤の追い込みの中で秒読みに追われた藤井が頓死、広瀬が藤井玉を即詰みに討ち取って勝利し、渡辺明への挑戦権を獲得した。この対局は第47回将棋大賞の名局賞特別賞に選ばれた。渡辺との王将戦七番勝負では、3勝4敗のフルセットで敗れた。2019年度の第40回将棋日本シリーズの決勝でも渡辺に敗れて準優勝。
2020年度の第46期棋王戦では挑戦者決定戦に進出したが、糸谷哲郎に敗れて挑戦権を得られなかった。
2022年度の第35期竜王戦では兄弟子の森内俊之を破って2組で優勝し、本戦でも勝ち進んで挑戦者決定戦で山崎隆之を破り、藤井聡太竜王への挑戦権を獲得した。藤井聡との竜王戦七番勝負は2勝4敗で敗退したが、藤井聡に対して七番勝負では初めて2敗目を与えた（後に羽生が王将戦七番勝負で追随、五番勝負を含めると豊島が2勝3敗のフルセットまで持ち込んだ）。
同年度の第81期A級順位戦では最終戦で菅井竜也を破り、最終成績を7勝2敗とし、同じく7勝2敗の藤井聡太とのプレーオフに持ち込むも、藤井聡太に敗れたため名人挑戦権を得られなかった。しかし翌年度の2023年度第82期A級順位戦では3勝6敗で、B級1組への陥落が決まった。第73期以来のA級在籍連続記録は10期を数えた。2024年度の第45回将棋日本シリーズでは準決勝で藤井聡太を破って5年ぶりに決勝へ進出し、相手も5年前と同じ渡辺だったが敗れて準優勝。

## 棋風
居飛車、振り飛車のどちらも指しこなすオールラウンドプレイヤーである。振り飛車穴熊戦法、中でも四間飛車穴熊を最も得意とし、初めてタイトル戦に登場した第51期王位戦では、指し直し局を含めた8局中6局で四間飛車穴熊を用いた。そのため、「穴熊王子」「振り穴王子」の異名を持つ。しかし、第52期王位戦七番勝負や同年度の朝日杯決勝で羽生善治に相穴熊で完敗したことをうけ、相穴熊の苦しさを感じ、その後は矢倉、角換わりなど居飛車の将棋を増やし、振り飛車の採用数は減っている。

## 人物
- 東京成徳大学高等学校 を経て[32]、早稲田大学教育学部理学科（数学専修）にAO入試で進学[2][22]。6年生[注 4]の9月に初タイトルの王位を獲得し、翌年の3月に卒業した[22]。サッカーサークルと将棋部に所属していた[33][34]。
- 勝浦修門下の兄弟子の一人に、十八世名人の資格を持つ森内俊之がいる。
- 2010年1月1日放送の「大逆転将棋2010」で詰将棋の早解きに参戦し、宮田敦史に次いで2位となった（広瀬99問、宮田100問）。
- 北海道在住の間、北海道将棋連盟事務局長で常任理事の新井田基信[35]から教えを受けた。新井田は早稲田大学出身で、広瀬は新井田の大学の後輩にもあたることになる。2010年2月19日に新井田は死去[36]。同年の王位戦は新井田に捧げるタイトルとなったと述べている[37][38]。
- 棋界屈指の麻雀ファン。2011年11月27日の『KONAMI Arcade Championship 2011』のイベントにて『天下一将棋会』を使用したドリームマッチが行われ、プロ雀士の藤崎智と二枚落ちで対局し敗戦を喫した。しかし、この後に行われた『麻雀格闘倶楽部』のドリームマッチでは、プロ棋士2名（広瀬・久保利明）・プロ雀士2名（和泉由希子・白河雪菜）による対局が行われ、三暗刻の跳満で広瀬が圧勝。久保も七対子を和了して2着に入ったため、プロ棋士のワンツーフィニッシュとなった。
- 2016年には将棋・グルメ漫画『将棋めし』（松本渚、コミックフラッパー連載）の監修を手がけている[39]。
- 2016年12月に一般女性と入籍していたことを17年1月に発表した[40][41]。2020年11月27日に長男が誕生したことを自身のブログで報告した[42]。
- 2019年9月、第1回囲碁・将棋チャンネル杯麻雀王決定戦の将棋棋士予選に鈴木大介、糸谷哲郎、青嶋未来と共に出場[43]。予選を2位で通過。決勝では、鈴木大介、囲碁棋士の釼持丈、河野光樹と対戦し、トータル2位の成績（優勝は河野）。
- 趣味はフットサル（北海道にいた小学生のころにサッカーを習っていた時期がある[44]）、サッカー観戦。特にプレミアリーグに所属するアーセナルFCのファン[45]。ファンになったきっかけはティエリ・アンリ[44]。お気に入りの選手はメスト・エジル[45]。同じく海外サッカー好きの渡辺明 (棋士)らと現地サッカー観戦をしたこともある[44]。
- 自身の性格について「おおらかです。普段から怒ることは全くないですね。結構のんびり生活しているからかな（笑）」と話している[46] 。第70期王将リーグ対談で豊島将之も広瀬について「「鷹揚」とかおおらかな方、という印象です。」と語っている[47]。

## 弟子

### 棋士
| 名前     | 四段昇段日    | 段位、主な活躍 |
| -------- | ------------- | -------------- |
| 山川泰熙 | 2024年4月 1日 | 四段           |

（2024年4月1日現在）
- 山川は2010年の小学生名人（2009年は準優勝）。2010年9月から奨励会で指している[46]。山川がプロ棋士となった時点でも広瀬は37歳、当時25歳の山川とは12歳差という若さであった。

## 昇段履歴
- 1998年00月00日 ： 6級 = 奨励会入会
- 2000年00月00日 ： 初段
- 2002年07月22日 ： 三段（第32回奨励会三段リーグ〈2002年度後期〉より三段リーグ参加）[48]
- 2005年04月01日 ： 四段（第36回奨励会三段リーグ成績1位） = プロ入り[49]
- 2007年04月01日 ： 五段（順位戦C級1組昇級、通算46勝23敗）[10]
- 2010年06月11日 ： 六段（タイトル挑戦／第51期王位戦、通算141勝64敗）[20]
- 2010年09月02日 ： 七段（タイトル1期獲得／第51期王位戦、通算153勝68敗）[21]
- 2014年02月13日 ： 八段（順位戦A級昇級、通算247勝125敗）[50]
- 2023年11月16日 ： 九段（勝数規定／八段昇段後公式戦250勝、通算497勝304敗）[51][52]

## 主な成績

### 獲得タイトル
は2025年7月現在の在位。登場・連覇の 太字 は歴代最多記録。
他の棋士との比較は、タイトル獲得記録、将棋のタイトル在位者一覧を参照。
| タイトル                                                            | 獲得年度 | 登場 | 獲得期数 | 連覇 | 永世称号（備考） |
| 竜王                                                                | 2018     | 3回  | 1期      | －   | －               |
| 名人                                                                | －       | 0    | －       | －   | －               |
| 王位                                                                | 2010     | 3回  | 1期      | －   | －               |
| 叡王                                                                | －       | 0    | －       | －   | －               |
| 王座                                                                | －       | 0    | －       | －   | －               |
| 棋王                                                                | －       | 1回  | －       | －   | －               |
| 王将                                                                | －       | 1回  | －       | －   | －               |
| 棋聖                                                                | －       | 0    | －       | －   | －               |
| タイトル獲得 合計 2期 / 登場回数 合計8回 （2022年度竜王戦終了まで） |          |      |          |      |                  |

タイトル戦登場
- 竜王：3回（第31期=2018年度 - 32期、35期）
- 王位：3回（第51期=2010年度 - 52期、56期）
- 棋王：1回（第44期=2018年度）
- 王将：1回（第69期=2019年度）

登場回数 合計 8回（2022年度竜王戦まで）

### 棋戦優勝
- 新人王戦　1回（第40期=2009年度）

優勝 合計1回

### 非公式戦
- 大和証券杯ネット将棋・最強戦エキシビション対局「熟練居飛車 対 新鋭振り飛車 対抗戦」で土佐浩司に勝利（2007年8月19日）

### 将棋大賞
- 第38回（2010年度） 敢闘賞、名局賞
- 第45回（2017年度） 名局賞特別賞
- 第46回（2018年度） 敢闘賞、最多対局賞
- 第47回（2019年度） 名局賞特別賞

### 在籍クラス
| 開始 年度 | (出典)順位戦出典 | (出典)順位戦出典 | (出典)順位戦出典 | (出典)順位戦出典 | (出典)順位戦出典 | (出典)順位戦出典 | (出典)順位戦出典 | (出典)順位戦出典 | (出典)竜王戦出典 | (出典)竜王戦出典 | (出典)竜王戦出典 | (出典)竜王戦出典 | (出典)竜王戦出典 | (出典)竜王戦出典 | (出典)竜王戦出典 | (出典)竜王戦出典 | (出典)竜王戦出典 | (出典)竜王戦出典 |
| 開始 年度 | 期               | 名人             | A級              | B級              | B級              | C級              | C級              | 0                | 期               | 竜王             | 1組              | 2組              | 3組              | 4組              | 5組              | 6組              | 決勝 T           |                  |
| 開始 年度 | 期               | 名人             | A級              | 1組              | 2組              | 1組              | 2組              | 0                | 期               | 竜王             | 1組              | 2組              | 3組              | 4組              | 5組              | 6組              | 決勝 T           |                  |
| --- | ---------------- | ---------------- | ---------------- | ---------------- | ---------------- | ---------------- | ---------------- | ---------------- | ---------------- | ---------------- | ---------------- | ---------------- | ---------------- | ---------------- | ---------------- | ---------------- | ---------------- | ---------------- |
| 2005 | 64               |                  |                  |                  |                  |                  | C244             | 6-4              | 19               |                  |                  |                  |                  |                  |                  | 6組              | --               | 1-1/昇2-1        |
| 2006 | 65               |                  |                  |                  |                  |                  | C217             | 9-1              | 20               |                  |                  |                  |                  |                  |                  | 6組              | --               | 3-1/昇0-1        |
| 2007 | 66               |                  |                  |                  |                  | C126             |                  | 7-3              | 21               |                  |                  |                  |                  |                  |                  | 6組              | --               | 0-1/昇3-1        |
| 2008 | 67               |                  |                  |                  |                  | C106             |                  | 8-2              | 22               |                  |                  |                  |                  |                  |                  | 6組              | --               | 4-1/昇1-1        |
| 2009 | 68               |                  |                  |                  |                  | C103             |                  | 7-3              | 23               |                  |                  |                  |                  |                  | 5組              |                  | --               | 3-1/昇1-0        |
| 2010 | 69               |                  |                  |                  |                  | C105             |                  | 9-1              | 24               |                  |                  |                  |                  | 4組              |                  |                  | --               | 4-1 (2位)        |
| 2011 | 70               |                  |                  |                  | B221             |                  |                  | 10-0             | 25               |                  |                  |                  | 3組              |                  |                  |                  | --               | 1-1/昇2-1        |
| 2012 | 71               |                  |                  | B112             |                  |                  |                  | 6-6              | 26               |                  |                  |                  | 3組              |                  |                  |                  | --               | 3-1 (2位)        |
| 2013 | 72               |                  |                  | B108             |                  |                  |                  | 9-3              | 27               |                  |                  | 2組              |                  |                  |                  |                  | --               | 0-1/昇3-1        |
| 2014 | 73               |                  | A 09             |                  |                  |                  |                  | 6-3              | 28               |                  |                  | 2組              |                  |                  |                  |                  | --               | 1-1/昇0-1        |
| 2015 | 74               |                  | A 04             |                  |                  |                  |                  | 3-6              | 29               |                  |                  | 2組              |                  |                  |                  |                  | --               | 1-1/昇1-1        |
| 2016 | 75               |                  | A 07             |                  |                  |                  |                  | 7-3              | 30               |                  |                  | 2組              |                  |                  |                  |                  | --               | 0-1/昇4-0        |
| 2017 | 76               |                  | A 04             |                  |                  |                  |                  | 6-4              | 31               |                  | 1組              |                  |                  |                  |                  |                  | 3-1              | 4-0 (1位)        |
| 2018 | 77               |                  | A 03             |                  |                  |                  |                  | 6-3              | 32               | 竜王             |                  |                  |                  |                  |                  |                  | --               | --               |
| 2019 | 78               |                  | A 03             |                  |                  |                  |                  | 5-4              | 33               |                  | 1組              |                  |                  |                  |                  |                  | --               | 0-1/出0-1        |
| 2020 | 79               |                  | A 02             |                  |                  |                  |                  | 6-3              | 34               |                  |                  | 2組              |                  |                  |                  |                  | --               | 0-1/昇2-1        |
| 2021 | 80               |                  | A 03             |                  |                  |                  |                  | 5-4              | 35               |                  |                  | 2組              |                  |                  |                  |                  | 4-0              | 4-0 (1位)        |
| 2022 | 81               |                  | A 05             |                  |                  |                  |                  | 7-2              | 36               |                  | 1組              |                  |                  |                  |                  |                  | 0-1              | 0-1/出3-0 (5位)  |
| 2023 | 82               |                  | A 02             |                  |                  |                  |                  | 3-6              | 37               |                  | 1組              |                  |                  |                  |                  |                  | 2-2              | 1-1/出2-0 (4位)  |
| 2024 | 83               |                  |                  | B101             |                  |                  |                  | 6-6              | 38               |                  | 1組              |                  |                  |                  |                  |                  | --               | 1-1/出0-1        |
| 2025 | 84               |                  |                  | B105             |                  |                  |                  | -                | 39               |                  | 1組              |                  |                  |                  |                  |                  | --               | -                |
| 順位戦、竜王戦の 枠表記 は挑戦者。右欄の数字は勝-敗(番勝負/PO含まず)。 順位戦の右数字はクラス内順位 ( x当期降級点 / *累積降級点 / +降級点消去 ) 順位戦の「F編」はフリークラス編入 /「F宣」は宣言によるフリークラス転出。 竜王戦の 太字 はランキング戦優勝、竜王戦の 組(添字) は棋士以外の枠での出場。 |                  |                  |                  |                  |                  |                  |                  |                  |                  |                  |                  |                  |                  |                  |                  |                  |                  |                  |

### 年度別成績
| 年度             | 対局数 | 勝数 | 負数 | 勝率   | (出典) |
| ---------------- | ------ | ---- | ---- | ------ | ------ |
| 2005年度         | 31     | 18   | 13   | 0.5806 | [ 55 ] |
| 2006年度         | 38     | 28   | 10   | 0.7368 | [ 56 ] |
| 2007年度         | 40     | 27   | 13   | 0.6750 | [ 57 ] |
| 2008年度         | 37     | 25   | 12   | 0.6756 | [ 58 ] |
| 2009年度         | 47     | 35   | 12   | 0.7446 | [ 59 ] |
| 2010年度         | 52     | 37   | 15   | 0.7115 | [ 60 ] |
| 2005-2010 (小計) | 245    | 170  | 75   |        |        |
| 年度             | 対局数 | 勝数 | 負数 | 勝率   | (出典) |
| 2011年度         | 49     | 32   | 17   | 0.6530 | [ 61 ] |
| 2012年度         | 44     | 23   | 21   | 0.5227 | [ 62 ] |
| 2013年度         | 37     | 24   | 13   | 0.6486 | [ 63 ] |
| 2014年度         | 44     | 28   | 16   | 0.6363 | [ 64 ] |
| 2015年度         | 45     | 22   | 23   | 0.4888 | [ 65 ] |
| 2016年度         | 43     | 28   | 15   | 0.6511 | [ 66 ] |
| 2017年度         | 40     | 24   | 16   | 0.6000 | [ 67 ] |
| 2018年度         | 64     | 43   | 21   | 0.6718 | [ 68 ] |
| 2019年度         | 49     | 25   | 24   | 0.5102 | [ 69 ] |
| 2020年度         | 34     | 18   | 16   | 0.5294 | [ 70 ] |
| 2011-2020 (小計) | 449    | 267  | 182  |        |        |
| 2005-2020 (累計) | 694    | 437  | 257  |        |        |
| 年度             | 対局数 | 勝数 | 負数 | 勝率   | (出典) |
| 2021年度         | 39     | 19   | 20   | 0.4871 | [ 71 ] |
| 2022年度         | 47     | 31   | 16   | 0.6595 | [ 72 ] |
| 2023年度         | 37     | 18   | 19   | 0.4864 | [ 73 ] |
| 2024年度         | 49     | 28   | 21   | 0.5714 | [ 74 ] |
| 2021-2024 (小計) | 172    | 96   | 76   |        |        |
| 通算             | 866    | 533  | 333  | 0.6154 | [ 75 ] |
| 2024年度まで     |        |      |      |        |        |

## 著書
- とっておきの相穴熊（2007年10月、毎日コミュニケーションズ、ISBN 4-8399-2622-0）　-遠藤正樹（アマ強豪）との共著
- 四間飛車穴熊の急所 (最強将棋21) （2011年4月、浅川書房、ISBN 4861370302）
- 広瀬流四間飛車穴熊勝局集 （2011年4月、毎日コミュニケーションズ、ISBN 4839938210）
- 四間飛車穴熊の急所〈2〉相穴熊編 (最強将棋21) （2012年6月、浅川書房、ISBN 4861370361）

### 監修
- PRICE 女流棋士飛翔伝（原作：maa坊、作画：前鳥八代、竹書房）
- 将棋めし（作画：松本渚、KADOKAWA / メディアファクトリー）